# Васил Коларов
Васил Коларов (буг. Васил Коларов; Шумен, 16. јул 1877 — Софија, 23. јануар 1950) је био бугарски комунистички политички вођа.
Коларов је рођен у Шумену, Бугарска. 1890-их се придружио Бугарској социјал-демократској партији, а до 1905. године се идентификовао са њеним револуционарним крилом. У бугарски парламент је биран 1913. године и 1920. године. До тада је Коларов био међу партијским вођама, а био је и активни учесник у Коминтерни. Са Георгијем Димитровим је 1923. године водио комунистички устанак. Устанак није успео, и Коларов је побегао у Совјетски Савез где је остао преко 20 година.
Коларов се вратио у Бугарску 1945. године, за време совјетске окупације, и поново је изабран у скупштину. Реизабран је 1946. године и постао је привремени председник Бугарске те године, усред растуће доминације комуниста. Остао је председник до 1947. године, а тада је постао министар спољних послова у влади Димитрова. Када је Димитров умро, 1949. године, Коларов је изгубио позицију министра спољних послова и није јавно иступао, али га је партија изабрала за премијера Бугарске. Служио је на овој позицији док није умро неколико месеци касније. Умро је у Софији.